# 금천면 (청도군)
금천면(錦川面)은 대한민국 경상북도 청도군의 면이다. 2016년 12월 31일 기준, 면적은 71.78km2이고, 인구는 3,464명이다.

## 행정 구역
- 동곡리
- 사전리
- 김전리
- 갈지리
- 소천리
- 방지리
- 임당리
- 신지리
- 박곡리
- 오봉리

## 교육
- 금천초등학교 (신지리)
- 동곡초등학교 (폐교) - 동곡1길 11-5 (동곡리)
  - 김전분교 - 김전2길 13 (김전리)
  - 소천분교 - 운용로 310 (소천리)
- 방지초등학교 (폐교) - 청려로 4649 (방지리)
- 금천중학교 (동곡리)
- 금천고등학교 (동곡리)